# Іванівка (Степівська сільська громада)
Іва́нівка (в минулому — Іоганесталь, Арносталь, Горносталь) — село в Україні, у Степівській сільській громаді Миколаївського району Миколаївської області. Населення становить 272 особи.

## Символіка
Затверджена 22 серпня 2023р. рiшенням №10 сесії сільської ради. Автори - І.Д.Янушкевич, В.Дробний, Д.Моргунов.

### Герб
Щит розтятий. У першому лазуровому полі срібний храм із золотими дахом і дверима та лазуровим вікном, у зеленій базі три срібних квадратних ґонта, два і один. У другому червоному полі три срібних квітки нарциса з золотими серцевинками у стовп.

### Прапор
Квадратне полотнище поділене горизонтально на рівновелики поля - синє і зелене. У нижньому полі чотири білі квадратні ґонти, які торкаются бічних і нижної сторони прапора. Над каменями три білих квітки нарциса з жовтими серцевинками.

## Історія
Станом на 1886 у німецькій колонії Іоганесталь Ландауської волості Одеського повіту Херсонської губернії мешкало 1522 особи, налічувалось 158 дворових господарств, існували лютеранський молитовний будинок, школа, 2 лавки, 4 столярні майстерні та 2 гончарних заводи.
7 (20) листопада 1917 року, відповідно до Третього Універсалу Української Центральної Ради, увійшло до складу Української Народної Республіки.  
У 1925—1939 роках село Іоганесталь входило до складу Карл-Лібкнехтівського німецького національного району Миколаївської округи (з 1932 — Одеської області).